# Трушко Леонід Гнатович
Леонід Гнатович Трушко (біл. Леанід Ігнатавіч Трушко; 4 березня 1938, Орша) — білоруський актор. Народний артист Білоруської РСР (1996).

## Біографія
У 1961-1966 рр. учасник Оршанського народного театру. У 1967-1999 роках актор Білоруського театру імені Якуба Коласа.